# Admir Mehmedi
Admir Mehmedi, född den 16 mars 1991 i Gostivar, är en schweizisk fotbollsspelare (anfallare) av albanskt ursprung som spelar för turkiska Antalyaspor.

## Klubbkarriär
Den 31 januari 2018 värvades Mehmedi av VfL Wolfsburg, där han skrev på ett 4,5-årskontrakt. Den 14 januari 2022 värvades Mehmedi av turkiska Antalyaspor, där han skrev på ett 2,5-årskontrakt.